# Yuya Mitsunaga
Yuya Mitsunaga (født 29. november 1995) er en japansk fodboldspiller, som spiller for den japanske fodboldklub Fujieda MYFC.